# Pilă de combustie alcalină

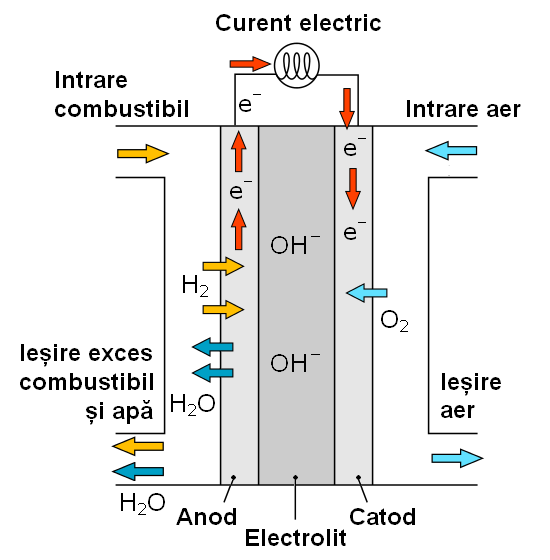
Schema de principiu a unei pile de combustie alcaline

O pilă de combustie alcalină (engleză alkaline fuel cell — AFC), cunoscută după numele inventatorului său, Francis Thomas Bacon, și ca pilă Bacon, este un tip de pilă de combustie care a fost utilizată la navetele spațiale. Aceste pile consumă hidrogen și oxigen pur, producând electricitate, căldură și apă potabilă. Sunt printre cele mai eficiente pile de combustie, având un randament de c. 60 %. În anii 1960 NASA a folosit acest tip de pile în Programul Apollo și pentru naveta spațială.

## Funcționare
Pila produce curent printr-o reacție de oxido-reducere (redox) între hidrogen și oxigen. La anod, hidrogenul este oxidat, reacția fiind:
{\displaystyle \mathrm {H} _{2}+\mathrm {2OH} ^{-}\longrightarrow \mathrm {2H} _{2}\mathrm {O} +\mathrm {2e} ^{-}}
producând apă și eliberând electroni. Electronii parcurg un circuit extern (circuitul de sarcină) și ajung la catod, reducând oxigenul prin reacția:
{\displaystyle \mathrm {O} _{2}+\mathrm {2H} _{2}\mathrm {O} +\mathrm {4e} ^{-}\longrightarrow \mathrm {4OH} ^{-}}
care produce ioni hidroxil. Aceștia migrează prin electrolit spre anod, unde întrețin reacția de acolo. Reacția netă consumă o moleculă de oxigen și două molecule de hidrogen în producerea a două molecule de apă. Electricitatea și căldura se formează ca produse secundare ale acestei reacții.
Contrar pilelor de combustie acide, apa se formează la anod. În plus, la catod se consumă apă, care trebuie furnizată. Procedeul obișnuit este de a construi electrozi impermeabili la apă și a furniza apa prin electrolit. O parte din apa formată la anod este consumată la catod, iar restul este evacuată cu excesul de hidrogen. Apa evacuată trebuie separată din hidrogen, ceea ce necesită echipamente adecvate.

## Construcție
Cei doi electrozi sunt separați de un strat ceramic poros saturat cu o soluție apoasă alcalină, cum ar fi hidroxidul de potasiu (KOH). Soluțiile alcaline apoase formează cu dioxidul de carbon (CO2), carbonat de potasiu (K2CO3) via ionii de carbonat (CO32–):
{\displaystyle \mathrm {CO} _{2}+\mathrm {2KOH} \longrightarrow \mathrm {K} _{2}\mathrm {CO} _{3}+\mathrm {H} _{2}\mathrm {O} }
Ionii de hidroxil reacționează și ei cu CO2 formând ioni de carbonat CO32–:
{\displaystyle \mathrm {2OH} ^{-}+\mathrm {CO} _{2}\longrightarrow \mathrm {CO} _{3}^{2-}+\mathrm {H} _{2}\mathrm {O} }
Prezența ionilor CO32– „otrăvește” pila. Otrăvirea este de două feluri: permanentă și reversibilă. Blocarea porilor din catod prin precipitarea K2CO3 nu este reversibilă. Asta poate duce la inundarea electrozilor. Ionii de CO32– consumă nu numai KOH din soluție, ci și ionii de OH– ceea ce produce reducerea conductivității ionice a electrolitului, însă procesul poate fi reversibil prin readucerea KOH la concentrația sa inițială. O metodă alternativă implică pur și simplu înlocuirea KOH care readuce pila în starea inițială. Din această cauză, pilele de combustie alcaline funcționează de obicei cu oxigen pur (cum este cazul la aplicațiile spațiale), sau cel puțin cu aer purificat, ceea ce necesită prezența în instalație a unui scruber care să curețe cât mai mult posibil dioxidul de carbon. Cerințele de generare și stocare a oxigenului scumpesc aceste pile.
Problema dioxidului de carbon apare și pe partea de hidrogen dacă acesta este obținut prin oxidarea combustibililor organici, de exemplu metanol.
Datorită acestui efect de otrăvire, există două variante principale de AFC: cu electrolit static și electrolit care curge. Pilele cu electrolit static sunt cele care sunt destinate să funcționeze un timp limitat, cum este cazul misiunilor spațiale. Aceste pile au între electrozi un separator de azbest îmbibat cu KOH, iar gestionarea apei se face prin evaporare la anod. Pentru maximizarea performanțelor aceste pile folosesc catalizatori de platină.
Modelele de electrolit care curge folosesc straturi mai permeabile, care permit electrolitului să curgă fie între electrozi (paralel cu electrozii), fie transversal prin electrozi. În variantele de curgere paralelă apa produsă este reținută în electrolit, iar electrolitul vechi este schimbat cu cel proaspăt. Este necesar mai mult spațiu între electrozi pentru a permite curgerea, ceea ce are ca urmare o creștere a rezistenței celulei, scăzând puterea comparativ cu variantele cu electrolit static.
O altă provocare pentru tehnologie este cât de gravă este problema blocării permanente a catodului de către K2CO3. Sunt cazuri în care pilele au înregistrat mii de ore de funcționare în aer, însă foloseau cantități mari de catalizatori de platină.

## Avantaje și domenii de utilizare
Pilele de combustie alcaline pot lucra în domenii largi de presiune și temperatură, de 2,2–45 bar și 80–220 °C. Au un randament mare, de c. 60 % datorită vitezei reacțiilor din electrolitul alcalin. În special reacția O2 → OH– este mult mai ușoară decât reducerea oxigenului în pilele acide, cum ar fi PMEFC, PAFC sau SOFC, ca urmare pierderile de tensiune datorită energiei de activare a acestei reacții sunt foarte mici. Cinetica chimică rapidă a pilelor alcaline permite folosirea unor catalizatori ieftini, ca fier, cobalt sau nichel la anod, unde este oxidat combustibilul, respectiv argint sau ftalocianină de fier la catod în locul platinei, rezultând un preț redus al pilei.
Deși acest tip de pile de combustie a fost folosit pe larg în tehnica spațială, folosirea lor la autovehicule este sporadică.